# Brochów (Mazovië)
Brochów is een dorp in het Poolse woiwodschap Mazovië, in het district Sochaczewski. De plaats maakt deel uit van de gemeente Brochów en telt 400 inwoners.
In Brochów staat een 16de-eeuwse weerkerk, gewijd aan Sint-Rochus en Johannes de Doper (kościół św. Rocha i Jana Chrzciciela). Frédéric Chopin werd in deze kerk gedoopt.